# Hjalmar Dahl (ingenjör)
Hjalmar Olivier Dahl, född 20 januari 1881 i Hedemora landsförsamling, Kopparbergs län, död 15 oktober 1957 i Stockholm, var en svensk bergsingenjör och högskolelärare.
Hjalmar Dahl blev filosofie kandidat 1900 i Uppsala, studerade vid Tekniska högskolan och Bergshögskolan 1900–1904 samt bedrev samtidigt studier vid Stockholms högskola 
1900–1902. Han var därefter verksam som lärare vid Filipstads bergsskola 1904–1907 och 1912–1914. Under åren 1907–1912 hade han anställning som turbinkonstruktör hos AB Finnshyttan. 1913 förordnades Dahl att vid Tekniska högskolan uppehålla professuren i läran om vattenmotorer och blev 1914 ordinarie innehavare av denna professur. Han uppbar vid samma högskola professuren i bergsmekanik 1914–1915 samt till viss del även 1915–1917 och viss del av professuren i hyttmekanik 1917–1918. Dahl gjorde sig känd som en skicklig turbinkonstruktör och hade konsultuppdrag samtidigt med högskolearbetet. Han var 1914–1917 redaktör för Teknisk tidskrifts avdelning för bergsvetenskap och publicerade uppsatser i Jernkontorets annaler, särskilt rörande turbintekniska frågor, samt författade artiklar i Nordisk familjebok. Han invaldes som ledamot av Ingenjörsvetenskapsakademien 1919.